# Диазепам
Диазепам е психотропно лекарство от групата на бензодиазепините с анксиолитично и миорелаксиращо действие.

## Приложение
При невроза, безсъние, свръхвъзбудимост, напрегнатост, ажитираност, силни страхови състояния, посттравматичен стрес, като мускулен релаксант, при гърчови състояния, включително епилептични кризи, при абстинентни синдроми и в анестезиологията за премедикация.

## Фармацевтична характеристика
Повишава и улеснява медиацията на гама-аминомаслената киселина чрез свързване със специфични рецептори – бензодиазепинови, които са интегрална част от постсинаптичния гама-аминомаслен-рецептор Cl-комплекс.
Резорбира се бързо при приемане през устата. При повтарящи се дози се наблюдава натрупване. Максимална плазмена концентрация се постига след втория час, равновесна – след 1 – 2 седмици, плазмен полуживот 20 – 70 часа. Удължен е при новородени, стари хора или пациенти с чернодробни увреждания.

## Странични ефекти
Неясно виждане, хипотензия, диплопия, неясен говор, незадръжка на урина, запек, възможни са и агресия и възбуда, рядко транзисторна левкопения. Депресия като възможно недиагностицирано заболяване, а при високи дози и самоубийство. Апнея и спиране на дишането – много рядко, при стари хора.

## Лекарствени взаимодействия
Усилва действието на всички депресанти на нервната система, (антидепресанти, успокоителни, сънотворни, общи анестетици и наркотици), особено на алкохола. Наблюдавани са смъртни случаи при тяхното комбиниране. Въпреки това и при големи погълнати дози само на диазепам пациентите често биват детоксикирани успешно.

## Противопоказания
- Едновременна употреба с алкохол;
- Миастения гравис;
- ползване от хора, управляващи автомобили или други МПС или машини.

## Дозировка
В зависимост от оперативната интервенция по преценка на анестезиолога.

## Синоними
- Реланиум (Relanium)
- Фаустан (Faustan)
- Валиум (Valium)
- Седуксен (Seduxen)